# If I Had You (Adam-Lambert-Lied)
If I Had You ist ein Lied von Adam Lambert, das als dritte und letzte Single aus seinem Debütalbum For Your Entertainment ausgekoppelt wurde.

## Hintergrund
Komponiert wurde If I Had You von Max Martin, Shellback und Savan Kotecha. Produzenten waren Max Martin, Shellback und Kristian Lundin.
Das Lied ist eine tanzbare Electropop-Ballade, die von der Liebe zu und Akzeptanz für andere Menschen im eigenen Umfeld handelt.

## Promotion
Nach der Veröffentlichung der Single am 5. Mai 2010 trat Lambert bei einer Reihe von Talkshows wie The Ellen DeGeneres Show am 19. Mai, und The Tonight Show with Jay Leno am 21. Mai auf.

## Musikvideo
Das Video wurde erstmals am 14. Juni auf VH1 ausgestrahlt. Es soll sich auf Lamberts psychedelische Erfahrungen beim Festival Burning Man und diversen Partys beziehen, an denen er teilgenommen hat. Statt diverse Schauspieler zu engagieren, die seine Entourage darstellen, fragte Lambert in seinem Bekanntenkreis nach Interessenten. Die Sängerinnen Allison Iraheta und Kesha haben Cameo-Auftritte im Video. Regie führte Bryan Barber.

## Kommerzieller Erfolg

### Chartplatzierungen
| ChartsChartplatzierungen       | Höchstplatzierung | Wochen |
| ------------------------------ | ----------------- | ------ |
| Deutschland (GfK)              | 36 (6 Wo.)        | 6      |
| Österreich (Ö3)                | 50 (3 Wo.)        | 3      |
| Vereinigte Staaten (Billboard) | 30 (20 Wo.)       | 20     |

### Auszeichnungen für Musikverkäufe
| Land/Region       | Auszeichnungen für Musikverkäufe (Land/Region, Auszeichnung, Verkäufe) | Verkäufe |
| ----------------- | ---------------------------------------------------------------------- | -------- |
| Australien (ARIA) | 2× Platin                                                              | 140.000  |
| Neuseeland (RMNZ) | Gold                                                                   | 7.500    |
| Schweden (IFPI)   | Gold                                                                   | 20.000   |
| Insgesamt         | 2× Gold · 2× Platin ·                                                  | 167.500  |